# 1877 en droit
Cet article présente les faits marquants de l'année 1877 en droit.

## Événements
- 25 mai : Le Reichstag adopte la Loi allemande sur les brevets.

## Naissances
- 15 avril à Anost : Jules Basdevant, professeur de droit français et juge à la Cour internationale de justice (décédé le 17 mars 1968 à Anost)